# Mityana
Mityana  este un oraș  în  Uganda. Este reședinta  districtului Mityana.